# Municipio de Columbia (condado de Pender)
El municipio de Columbia (en inglés: Columbia Township) es un municipio ubicado en el  condado de Pender en el estado estadounidense de Carolina del Norte. En el año 2010 tenía una población de 2.304 habitantes.

## Geografía
El municipio de Columbia se encuentra ubicado en las coordenadas 34°35′48.6″N 78°7′39.98″O / 34.596833, -78.1277722.